# Radikal (kemija)
Radikal je vrsta međuspoja kemijske reakcije u kojoj veza puca i dva dijela molekula koja tako nastanu nose po jedan elektron (uzet iz veze).
Vrlo se reaktivni zbog čega brzo nestaju i vrlo se lako spajaju s drugim molekulama ili se raspadnu na neki drugi radikal i stabilnu molekulu.
Po redoslijedu opadajućeg prioriteta pri odabiru i imenovanju glavne karakteristične skupine, radikali su prvi po redu razredni spojevi.